# Avis Rent a Car System
Avis Rent a Car System, LLC, o semplicemente Avis, è un'azienda statunitense di autonoleggio con sede a Parsippany, New Jersey e parte del gruppo Avis Budget Group.
Fornisce veicoli a noleggio sia a clienti business che privati. Opera principalmente negli aeroporti e nelle principali città di tutto il mondo, offrendo soluzioni di mobilità flessibili per viaggi di lavoro, turismo e esigenze personali.

## Storia
L'azienda nacque nel 1946 per iniziativa di Warren Avis, che fondò la compagnia con tre automobili presso l'aeroporto di Willow Run, a Ypsilanti, nel Michigan. Fu la prima azienda di autonoleggio a offrire servizi direttamente in un aeroporto, introducendo un modello innovativo che trasformò profondamente il settore dei trasporti.

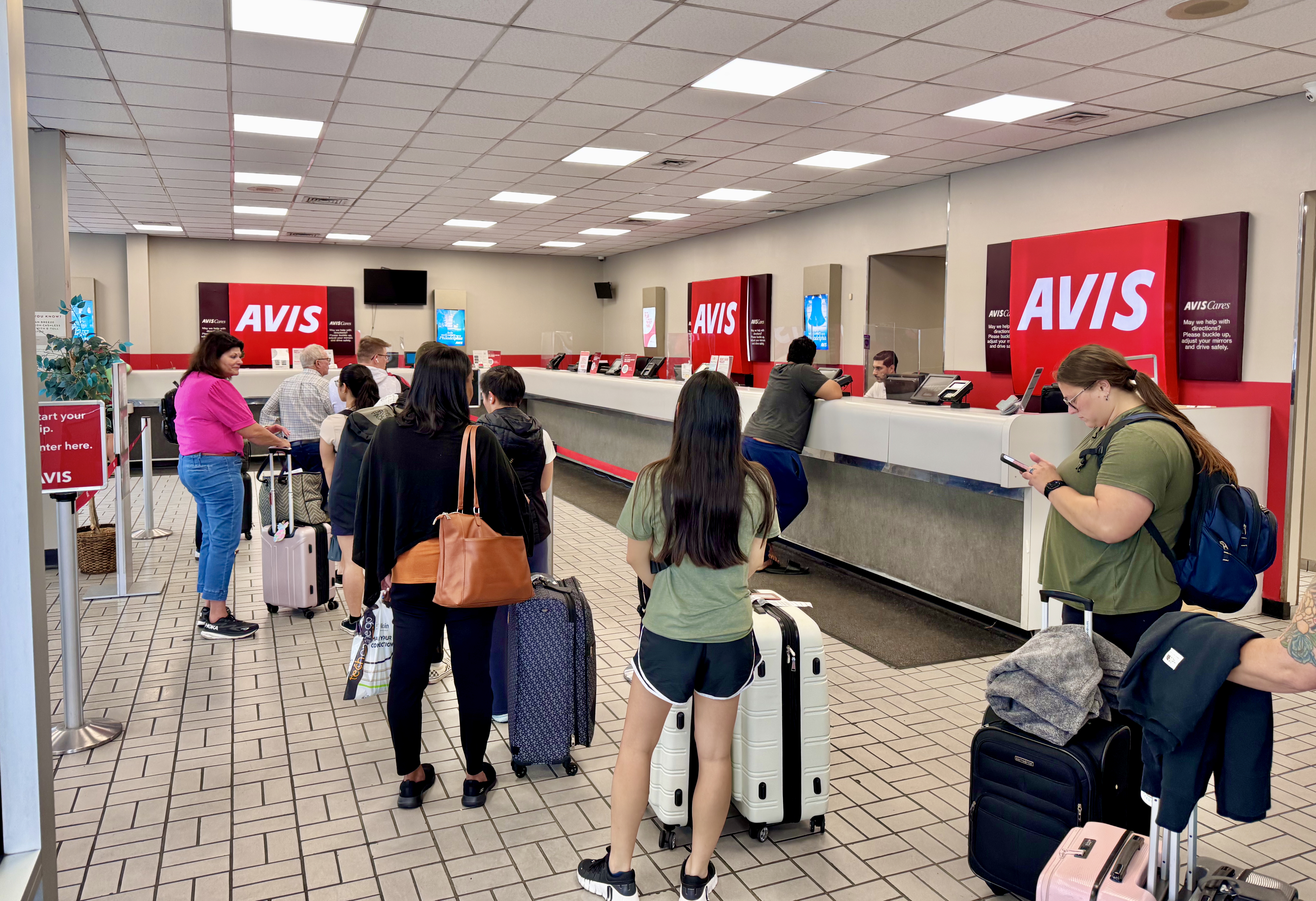
Avis all'aeroporto internazionale di Filadelfia.

Nei primi anni di attività, Avis espanse rapidamente la propria rete di filiali su tutto il territorio degli Stati Uniti e, già nel 1953, divenne la seconda più grande compagnia di autonoleggio del paese. In occasione del decimo anniversario, nel 1956, aprì i suoi primi uffici internazionali in Europa, Canada e Messico, avviando così la propria espansione globale.
Nel 1962, sotto la guida dell'amministratore delegato Robert Townsend, adottò lo slogan We Try Harder ("Ci impegniamo di più"), una campagna pubblicitaria volta a valorizzare l'impegno dell'azienda nonostante il suo ruolo di “numero due” del settore. Il motto divenne uno dei più longevi e riconoscibili del marketing statunitense e rimase in uso per cinquant'anni, fino al 2012, quando venne sostituito da It's Your Space ("È il tuo spazio").
Nel 1972, Avis introdusse Wizard, il primo sistema informatico per la gestione delle prenotazioni nel settore dell'autonoleggio negli Stati Uniti. Nel 1981, sviluppò l'Advanced Vehicle Identification System (AVIS), un sistema di tracciamento elettronico dei veicoli, anticipando l'adozione di tecnologie digitali in ambito logistico.

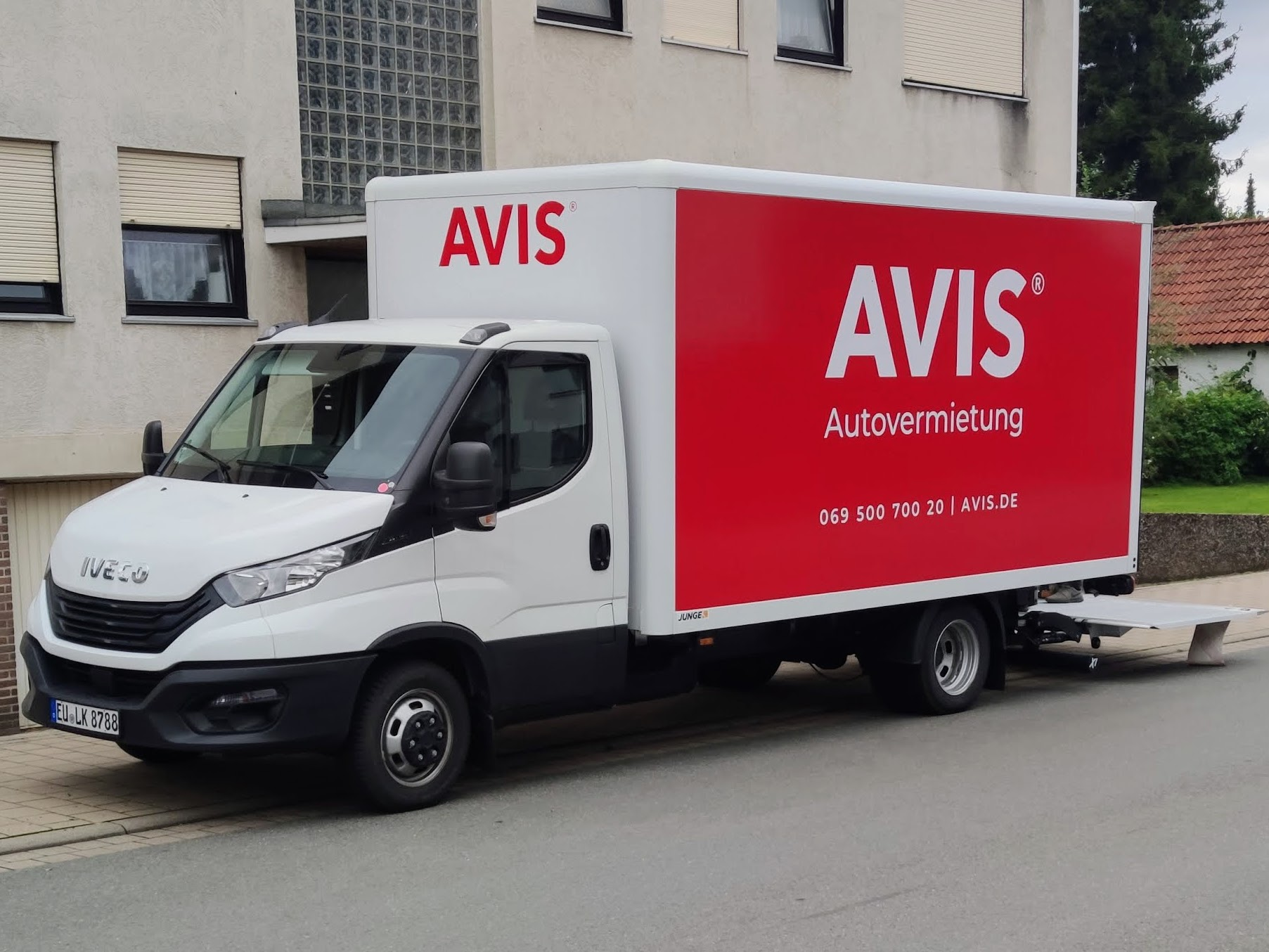
Un Iveco Daily di Avis.

Nel corso dei decenni, la compagnia attraversò numerosi cambi di proprietà. Nel 1956 fu acquisita da Amoskeag Company, poi da Lazard Frères nel 1962, da ITT Corporation nel 1965, da Norton Simon nel 1977, da Esmark nel 1983 e da Beatrice Foods nel 1984. Nel 1986, fu acquistata dalla società di investimenti Wesray Capital Corporation, e nello stesso anno, cedette la maggioranza delle sue operazioni europee a un gruppo di investitori, dando origine ad Avis Europe plc, una società indipendente che gestì il marchio Avis in Europa, Medio Oriente, Africa e Asia fino al 2011.
Nel 1987, passò in maggioranza a un piano di azionariato dei dipendenti (Employee Share Ownership Plan)e nel 1989, la General Motors acquisì una quota del 29%. Seguì, nel 1996, l'integrazione nel gruppo HFS Corporation, poi nel 2001 il passaggio a Cendant Corporation.
Nel 2002, Cendant acquistò anche Budget Rent a Car, storica compagnia concorrente fondata nel 1958, acquisendone le attività e i diritti in varie aree del mondo, comprese le Americhe, l'Australia e la Nuova Zelanda. Budget venne quindi gestita come brand separato ma sotto il medesimo controllo societario.
Infine, nel 2006, in seguito alla scissione di Cendant Corporation in quattro diverse società, Avis entrò a far parte del neonato gruppo Avis Budget Group, insieme a Budget Rent a Car, divenendo entrambi marchi gestiti come sussidiarie all'interno dello stesso conglomerato.
Nel 2011, Avis Budget Group acquisì Avis Europe plc, riunificando sotto un'unica gestione le operazioni internazionali del marchio Avis.